# Notus dubitus
Notus dubitus är en insektsart som först beskrevs av Delong och Caldwell 1937.  Notus dubitus ingår i släktet Notus och familjen dvärgstritar. Inga underarter finns listade i Catalogue of Life.